# Grand Prix automobile de Nouvelle-Zélande
Le Grand Prix de Nouvelle-Zélande est une course automobile néo-zélandaise créée en 1950 et inscrite depuis 2006 dans le championnat de Toyota Racing Series, devenu le Championnat d'Océanie de Formule Régionale en 2023. C'est en 2009 le seul Grand Prix automobile, avec celui de Macao, à être reconnu par la FIA mais à ne pas compter pour le championnat du monde de Formule 1. Entre 1964 et 1975, le Grand Prix avait une portée internationale lorsqu'il était inscrit au calendrier du championnat de Formule Tasmane mais il perdit de son aura dès la fin des années 1970 avec la domination sans partage de la Formule 1.

## Histoire
Pour la deuxième édition du Grand Prix à Ardmore, 70000 spectateurs s'étaient massés sur le circuit pour assister à la course, soit un habitant sur douze de la région d'Auckland. 

## Palmarès
| Année     | Vainqueur                                                        | Voiture                                                          | Catégorie                                                        | Circuit                                                          | Résultats                                                        |
| --------- | ---------------------------------------------------------------- | ---------------------------------------------------------------- | ---------------------------------------------------------------- | ---------------------------------------------------------------- | ---------------------------------------------------------------- |
| 1950      | John McMillan                                                    | Jackson Special Ford                                             | Formule Libre                                                    | Ohakea                                                           | Résumé                                                           |
| 1951–1953 | Non couru                                                        | Non couru                                                        | Non couru                                                        | Non couru                                                        | Non couru                                                        |
| 1954      | Stan Jones                                                       | Maybach Special Mkl                                              | Formule Libre                                                    | Ardmore                                                          | Résumé                                                           |
| 1955      | Prince Bira                                                      | Maserati 250F                                                    | Formule Libre                                                    | Ardmore                                                          | Résumé                                                           |
| 1956      | Stirling Moss                                                    | Maserati 250F                                                    | Formule Libre                                                    | Ardmore                                                          | Résumé                                                           |
| 1957      | Reg Parnell                                                      | Ferrari 555/860                                                  | Formule Libre                                                    | Ardmore                                                          | Résumé                                                           |
| 1958      | Jack Brabham                                                     | Cooper T43 Climax                                                | Formule Libre                                                    | Ardmore                                                          | Résumé                                                           |
| 1959      | Stirling Moss                                                    | Cooper T45 Climax                                                | Formule Libre                                                    | Ardmore                                                          | Résumé                                                           |
| 1960      | Jack Brabham                                                     | Cooper T51 Climax                                                | Formule Libre                                                    | Ardmore                                                          | Résumé                                                           |
| 1961      | Jack Brabham                                                     | Cooper T53 Climax                                                | Formule Libre                                                    | Ardmore                                                          | Résumé                                                           |
| 1962      | Stirling Moss                                                    | Lotus 21 Climax                                                  | Formule Libre                                                    | Ardmore                                                          | Résumé                                                           |
| 1963      | John Surtees                                                     | Lola Mk4 Climax                                                  | Formule Libre                                                    | Pukekohe Park                                                    | Résumé                                                           |
| 1964      | Bruce McLaren                                                    | Cooper T70 Climax                                                | Formule Tasmane                                                  | Pukekohe Park                                                    | Résumé                                                           |
| 1965      | Graham Hill                                                      | Brabham BT11A Climax                                             | Formule Tasmane                                                  | Pukekohe Park                                                    | Résumé                                                           |
| 1966      | Graham Hill                                                      | BRM P261                                                         | Formule Tasmane                                                  | Pukekohe Park                                                    | Résumé                                                           |
| 1967      | Jackie Stewart                                                   | BRM P261                                                         | Formule Tasmane                                                  | Pukekohe Park                                                    | Résumé                                                           |
| 1968      | Chris Amon                                                       | Ferrari 246T                                                     | Formule Tasmane                                                  | Pukekohe Park                                                    | Résumé                                                           |
| 1969      | Chris Amon                                                       | Ferrari 246T                                                     | Formule Tasmane                                                  | Pukekohe Park                                                    | Résumé                                                           |
| 1970      | Frank Matich                                                     | McLaren M10A (en) Chevrolet                                      | Formule Tasmane (F5000)                                          | Pukekohe Park                                                    | Résumé                                                           |
| 1971      | Niel Allen                                                       | McLaren M10B (en) Chevrolet                                      | Formule Tasmane (F5000)                                          | Pukekohe Park                                                    | Résumé                                                           |
| 1972      | Frank Gardner                                                    | Lola T300 Chevrolet                                              | Formule Tasmane (F5000)                                          | Pukekohe Park                                                    | Résumé                                                           |
| 1973      | John McCormack                                                   | Elfin MR5 Repco                                                  | Formule Tasmane (F5000)                                          | Pukekohe Park                                                    | Résumé                                                           |
| 1974      | John McCormack                                                   | Elfin MR5 Repco                                                  | Formule Tasmane (F5000)                                          | Wigram Airfield                                                  | Résumé                                                           |
| 1975      | Warwick Brown                                                    | Lola T332 Chevrolet                                              | Formule Tasmane (F5000)                                          | Pukekohe Park                                                    | Résumé                                                           |
| 1976      | Ken Smith                                                        | Lola T332 Chevrolet                                              | Formule 5000                                                     | Pukekohe Park                                                    | Résumé                                                           |
| 1977      | Keke Rosberg                                                     | Chevron B34                                                      | Formule Pacifique                                                | Pukekohe Park                                                    | Résumé                                                           |
| 1978      | Keke Rosberg                                                     | Chevron B34                                                      | Formule Pacifique                                                | Pukekohe Park                                                    | Résumé                                                           |
| 1979      | Teo Fabi                                                         | March 79B                                                        | Formule Pacifique                                                | Pukekohe Park                                                    | Résumé                                                           |
| 1980      | Steve Millen (en)                                                | Ralt RT1                                                         | Formule Pacifique                                                | Pukekohe Park                                                    | Résumé                                                           |
| 1981      | Dave McMillan (en)                                               | Ralt RT1                                                         | Formule Pacifique                                                | Pukekohe Park                                                    | Résumé                                                           |
| 1982      | Roberto Moreno                                                   | Ralt RT4 Ford                                                    | Formule Pacifique                                                | Pukekohe Park                                                    | Résumé                                                           |
| 1983      | David Oxton                                                      | Ralt RT4 Ford                                                    | Formule Pacifique                                                | Pukekohe Park                                                    | Résumé                                                           |
| 1984      | Davy Jones                                                       | Ralt RT4 Ford                                                    | Formule Pacifique                                                | Pukekohe Park                                                    | Résumé                                                           |
| 1985      | Ross Cheever                                                     | Ralt RT4 Ford                                                    | Formule Pacifique                                                | Pukekohe Park                                                    | Résumé                                                           |
| 1986      | Ross Cheever                                                     | Ralt RT4 Ford                                                    | Formule Pacifique                                                | Pukekohe Park                                                    | Résumé                                                           |
| 1987      | Davy Jones                                                       | Ralt RT4 Ford                                                    | Formule Pacifique                                                | Pukekohe Park                                                    | Résumé                                                           |
| 1988      | Paul Radisich                                                    | Ralt RT4 Ford                                                    | Formule Pacifique                                                | Pukekohe Park                                                    | Résumé                                                           |
| 1989      | Dean Hall                                                        | Swift Cosworth                                                   | Formule Pacifique                                                | Pukekohe Park                                                    | Résumé                                                           |
| 1990      | Ken Smith                                                        | Swift Cosworth                                                   | Formule Pacifique                                                | Pukekohe Park                                                    | Résumé                                                           |
| 1991      | Craig Baird                                                      | Swift Toyota                                                     | Formule Pacifique                                                | Pukekohe Park                                                    | Résumé                                                           |
| 1992      | Craig Baird                                                      | Reynard 92H                                                      | Formule Pacifique                                                | Manfeild                                                         | Résumé                                                           |
| 1993      | Craig Baird                                                      | Reynard 92H                                                      | Formule Pacifique                                                | Manfeild                                                         | Résumé                                                           |
| 1994      | Greg Murphy                                                      | Reynard 90D Holden                                               | Formule Brabham                                                  | Manfeild                                                         | Résumé                                                           |
| 1995      | Brady Kennett                                                    | Reynard 91D Holden                                               | Formule Brabham                                                  | Manfeild                                                         | Résumé                                                           |
| 1996–1997 | Non couru                                                        | Non couru                                                        | Non couru                                                        | Non couru                                                        | Non couru                                                        |
| 1998      | Simon Wills                                                      | Reynard 94D Holden                                               | Formule Holden                                                   | Ruapuna Park                                                     | Résumé                                                           |
| 1999      | Simon Wills                                                      | Reynard 94D Holden                                               | Formule Holden                                                   | Ruapuna Park                                                     | Résumé                                                           |
| 2000      | Andy Booth                                                       | Reynard 94D Holden                                               | Formule Holden                                                   | Pukekohe Park                                                    | Résumé                                                           |
| 2001      | Non couru                                                        | Non couru                                                        | Non couru                                                        | Non couru                                                        | Non couru                                                        |
| 2002      | Fabian Coulthard                                                 | Van Diemen Stealth RF94 Ford                                     | Formule Ford                                                     | Teretonga Park                                                   | Résumé                                                           |
| 2003      | Jonny Reid                                                       | Van Diemen Stealth RF94 Ford                                     | Formule Ford                                                     | Teretonga Park                                                   | Résumé                                                           |
| 2004      | Ken Smith                                                        | Van Diemen Stealth Evo2 Ford                                     | Formule Ford                                                     | Teretonga Park                                                   | Résumé                                                           |
| 2005      | Simon Gamble                                                     | Spectrum 010 Ford                                                | Formule Ford                                                     | Teretonga Park                                                   | Résumé                                                           |
| 2006      | Hamad Al Fardan                                                  | Tatuus TT104ZZ Toyota                                            | Toyota Racing Series                                             | Teretonga Park                                                   | Résumé                                                           |
| 2007      | Daniel Gaunt                                                     | Tatuus TT104ZZ Toyota                                            | Toyota Racing Series                                             | Teretonga Park                                                   | Résumé                                                           |
| 2008      | Andy Knight                                                      | Tatuus TT104ZZ Toyota                                            | Toyota Racing Series                                             | Manfeild                                                         | Résumé                                                           |
| 2009      | Daniel Gaunt                                                     | Tatuus TT104ZZ Toyota                                            | Toyota Racing Series                                             | Manfeild                                                         | Résumé                                                           |
| 2010      | Earl Bamber                                                      | Tatuus TT104ZZ Toyota                                            | Toyota Racing Series                                             | Manfeild                                                         | Résumé                                                           |
| 2011      | Mitch Evans                                                      | Tatuus TT104ZZ Toyota                                            | Toyota Racing Series                                             | Manfeild                                                         | Résumé                                                           |
| 2012      | Nick Cassidy                                                     | Tatuus TT104ZZ Toyota                                            | Toyota Racing Series                                             | Manfeild                                                         | Résumé                                                           |
| 2013      | Nick Cassidy                                                     | Tatuus TT104ZZ Toyota                                            | Toyota Racing Series                                             | Manfeild                                                         | Résumé                                                           |
| 2014      | Nick Cassidy                                                     | Tatuus TT104ZZ Toyota                                            | Toyota Racing Series                                             | Manfeild                                                         | Résumé                                                           |
| 2015      | Lance Stroll                                                     | Tatuus FT-50 Toyota                                              | Toyota Racing Series                                             | Manfeild                                                         | Résumé                                                           |
| 2016      | Lando Norris                                                     | Tatuus FT-50 Toyota                                              | Toyota Racing Series                                             | Manfeild                                                         | Résumé                                                           |
| 2017      | Jehan Daruvala                                                   | Tatuus FT-50 Toyota                                              | Toyota Racing Series                                             | Manfeild                                                         | Résumé                                                           |
| 2018      | Richard Verschoor                                                | Tatuus FT-50 Toyota                                              | Toyota Racing Series                                             | Manfeild                                                         | Résumé                                                           |
| 2019      | Liam Lawson                                                      | Tatuus FT-50 Toyota                                              | Toyota Racing Series                                             | Manfeild                                                         | Résumé                                                           |
| 2020      | Igor Fraga                                                       | Tatuus FT-60 Toyota                                              | Toyota Racing Series                                             | Manfeild                                                         | Résumé                                                           |
| 2021      | Shane van Gisbergen                                              | Tatuus FT-60 Toyota                                              | Toyota Racing Series                                             | Hampton Downs                                                    | Résumé                                                           |
| 2022      | Annulé en raison des restrictions frontalières liées au COVID-19 | Annulé en raison des restrictions frontalières liées au COVID-19 | Annulé en raison des restrictions frontalières liées au COVID-19 | Annulé en raison des restrictions frontalières liées au COVID-19 | Annulé en raison des restrictions frontalières liées au COVID-19 |
| 2023      | Laurens van Hoepen                                               | Tatuus FT-60 Toyota                                              | Formule Régionale Océanie                                        | Hampton Downs                                                    | Résumé                                                           |